# Robert Hoeffel
Pour les articles homonymes, voir Hoeffel.
Robert Hoeffel, né le 21 décembre 1901 à Bouxwiller et mort le 23 avril 1984 à Handschuheim, est un exploitant agricole et homme politique français.

## Détail des fonctions et des mandats
Mandat parlementaire
- 7 novembre 1948 - 18 mai 1952 : Sénateur du Bas-Rhin